# Liste der Monuments historiques in Pondaurat
Die Liste der Monuments historiques in Pondaurat führt die Monuments historiques in der französischen Gemeinde Pondaurat auf.

## Liste der Bauwerke
| Bezeichnung              | Beschreibung | Standort | Kennzeichnung | Schutzstatus | Datum | Bild           |
| ------------------------ | ------------ | -------- | ------------- | ------------ | ----- | -------------- |
| Wegekreuz                |              | (Lage)   | PA00083886    | Inscrit      | 1990  | weitere Bilder |
| Kirche St-Antoine        |              | (Lage)   | PA00083670    | Inscrit      | 1925  | weitere Bilder |
| Haus mit Strebepfeilern  |              | (Lage)   | PA00083887    | Inscrit      | 1990  | weitere Bilder |
| Kloster und Mühle        |              | (Lage)   | PA00083888    | Inscrit      | 1990  | weitere Bilder |
| Brücke über die Bassanne |              | (Lage)   | PA00083889    | Inscrit      | 1990  | weitere Bilder |
| Pfarrhaus                |              | (Lage)   | PA00083890    | Inscrit      | 2016  | weitere Bilder |